# Gerhard Engel (General)

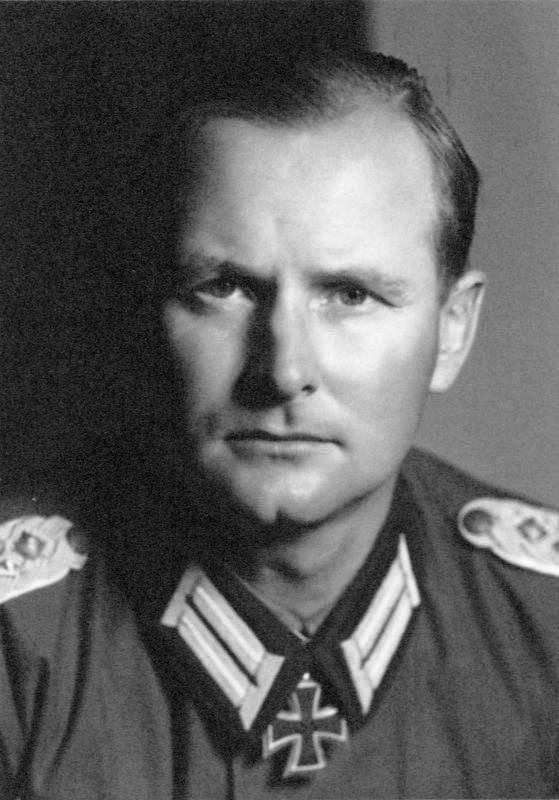
Gerhard Engel (1944)

Gerhard Engel (* 13. April 1906 in Guben; † 9. Dezember 1976 in München) war ein deutscher Offizier, zuletzt Generalleutnant im Zweiten Weltkrieg.

## Leben

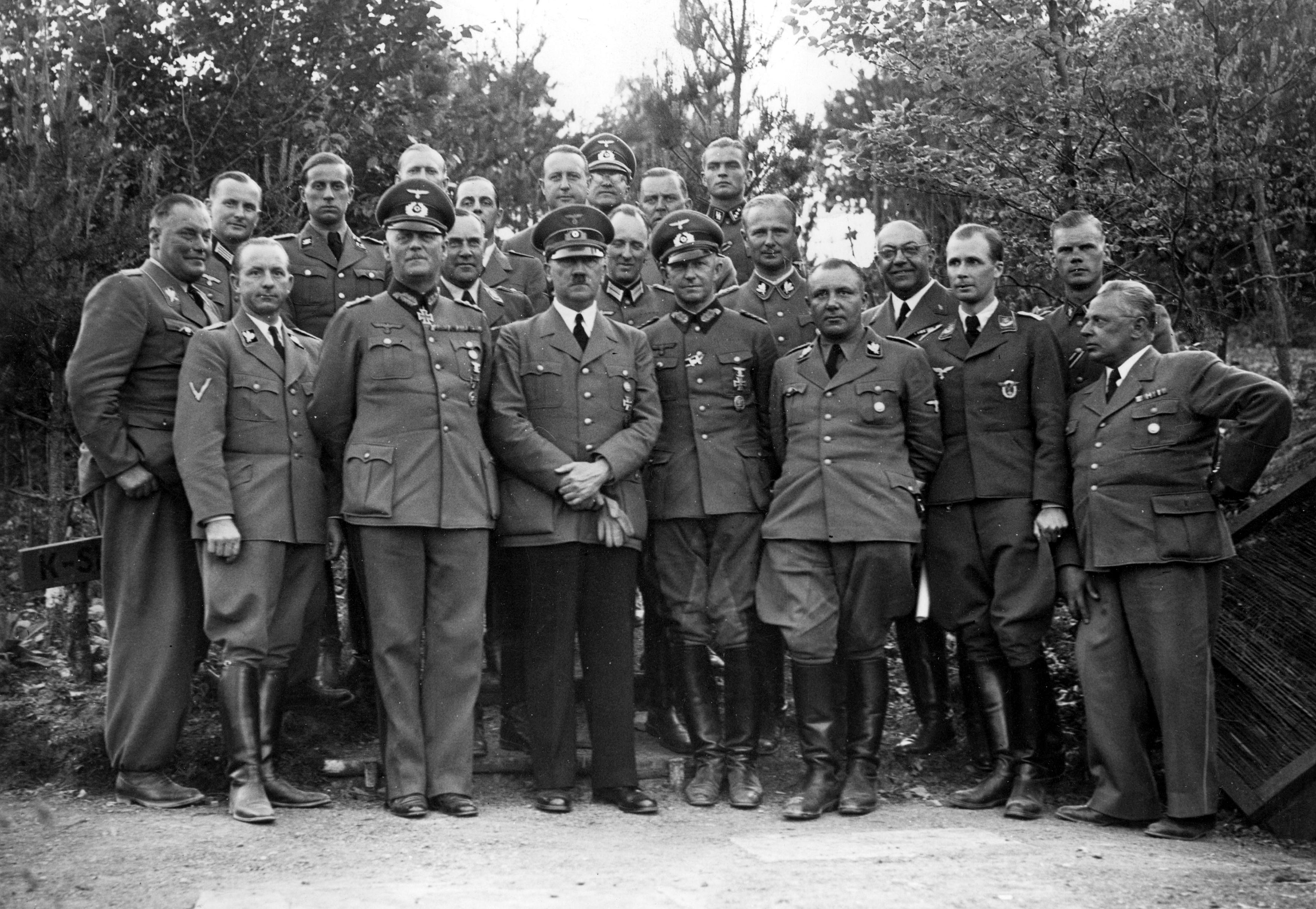
Gerhard Engel, dritte Reihe, Erster von links, im Stab von Adolf Hitler im Juni 1940 vermutlich in Eselsberg in Bad Münstereifel-Rodert, in der Nähe des "K-Standes" des Führerhauptquartiers Felsennest

Engel trat am 5. Oktober 1925 als Schütze in das 5. (Preußisches) Infanterie-Regiment der Reichswehr ein. Dort wurde er am 17. August 1927 zum Fahnenjunker ernannt. Nach zwei Kommandierungen zur Infanterieschule Dresden erfolgte am 1. September 1930 seine Beförderung zum Leutnant. Als solcher wurde er zunächst in der 2. Kompanie und ab April 1932 in der 3. Kompanie verwendet. Als Oberleutnant (seit 1. Juli 1933) war Engel dann ab 10. September 1933 Adjutant des III. Bataillons in Rostock. 1937 wurde er zum Hauptmann befördert. 1937/38 war er Chef der 11. Kompanie des Infanterie-Regiments 27. Von 1938 bis 1943 war er unter dem Chefadjutanten der Wehrmacht Rudolf Schmundt Adjutant des Heeres beim Oberbefehlshaber des Heeres. Hier konnte Engel als Verbindungsoffizier des Heeres zu Hitler tiefere Einblicke in dessen Denkweise erwerben. 
Engel bearbeitete die Anfragen um Sondergenehmigungen, dass jüdische „Mischlinge“ in die Wehrmacht eintreten oder in ihr verbleiben konnten, was sie vor Verfolgung sicherstellte. Engel ging dabei sehr großzügig vor, was von Hitler mehrfach kritisiert wurde.
1941 wurde er zum Major und 1943 zum Oberstleutnant befördert. Am 1. Oktober 1943 wurde er auf eigenen Wunsch an die Front versetzt. Er übernahm das Kommando des Füsilier-Regiments 27 im Raum Newel, danach des Grenadier-Regiments 197 und der (mecklenburgischen) 12. Infanterie-Division bei Aachen und in der Ardennenoffensive, ab Mai 1944 als Oberst und ab November 1944 als Generalmajor. Am 1. April 1945 wurde er noch zum Generalleutnant befördert und Kommandeur der Volksgrenadier-Division „Ulrich von Hutten“ im XX. Armeekorps in Raum Halle - Saale. Vom 8. Mai 1945 bis Dezember 1947 war Engel in US-amerikanischer Kriegsgefangenschaft.
Seine Erinnerungen an die Zeit im Führerhauptquartier erschienen 1974 in Buchform. Er gab ihnen die Form eines Tagebuches. Er behauptet beim Verfassen über zeitgenössische Notizen verfügt zu haben, die aber nicht mehr erhalten seien. Sie stellen nach Hildegard von Kotze dennoch eine wichtige Quelle dar. Militärhistoriker Roman Töppel erläutert unter Berufung auf eine Zeugenaussage von Hermann Graml, dass Engel seine Veröffentlichung fast ausschließlich aus der eigenen Erinnerung konstruiert hatte, weshalb sich „etliche falsche Datierungen und andere Fehler“ in Engels Buch befänden.
Nach seiner Entlassung wurde er Geschäftsführer einer Zuckerfabrik bei
Nörvenich und danach einer Werkzeugmaschinenfabrik in Düsseldorf. Er leitete außerdem einen Kameradschaftsring der früheren 12. Infanterie-Division. Zudem war er von April 1958 bis 9. Dezember 1976 Landesbeauftragter der Gesellschaft für Wehrkunde in Nordrhein-Westfalen.

## Auszeichnungen
- Eisernes Kreuz (1939) II. und I. Klasse
- Deutsches Kreuz in Gold am 16. Oktober 1943[4]
- Ritterkreuz des Eisernen Kreuzes mit Eichenlaub[4]
  - Ritterkreuz am 4. Juli 1944.
  - Eichenlaub am 11. Dezember 1944 (679. Verleihung)

## Werke
- Hildegard von Kotze (Hrsg.): Heeresadjutant bei Hitler 1938–1943: Aufzeichnungen des Majors Engel. Deutsche Verlags-Anstalt, Stuttgart 1982, ISBN 3-421-01699-2.